# Colin Chapman
Anthony Colin Bruce Chapman, britanski dirkač Formule 1 in ustanovitelj Lotus Cars, * 19. maj 1928, Richmond, Surrey, Anglija, Združeno kraljestvo, † 16. december 1982, East Carelton, Norwich, Norfolk, Anglija, Velika Britanija.
Colin Chapman je pokojni britanski dirkač Formule 1. V svoji karieri je nastopil le dirki za Veliko nagrado Francije v sezoni 1956, kjer mi z dirkalnikom Vanwall moštva Vandervell Products Ltd. zaradi okvare dirkalnika ni uspelo štartati. Bolj kot dirkač pa je znan kot ustanovitelj in dolgoletni vodja tovarne in dirkaškega moštva Lotus Cars, enega najuspešnejših konstruktorjev Formule 1, četrtega po številu konstruktorskih naslovov. Lotus je v Formuli 1 med sezonama 1958 in 1994 nastopil na 489-ih dirkah, na katerih je dosegel 73 zmag, 102 najboljša štartna položaja, 65 najhitrejših krogov, sedem naslovov konstruktorskega prvaka in šest naslovov dirkaškega prvaka. Colin Chapman je umrl leta  1982 zaradi srčnega napada, direktor Lotusa pa je bil prav do svoje smrti.

## Popolni rezultati Formule 1
(legenda) (odebeljene dirke pomenijo najboljši štartni položaj, poševne pa najhitrejši krog, †-uvrščen kljub odstopu)
| Leto | Moštvo                   | Šasija  | Motor              | 1   | 2   | 3   | 4   | 5       | 6  | 7   | 8   | Prv | Toč |
| ---- | ------------------------ | ------- | ------------------ | --- | --- | --- | --- | ------- | -- | --- | --- | --- | --- |
| 1956 | Vandervell Products Ltd. | Vanwall | Vanwall Straight-4 | ARG | MON | 500 | BEL | FRA DNS | VB | NEM | ITA | -   | 0   |